# 庫良基
50°6′30″N 26°21′17″E / 50.10833°N 26.35472°E
庫良基（烏克蘭語：Кур'янки），是烏克蘭西部的村莊，隸屬赫梅利尼茨基州的舍佩蒂夫卡區。該村始建於1562年，面積0.07平方公里，海拔高度279米，2001年人口210。